# Saint-Sigismond (Alta Savoia)
Saint-Sigismond è un comune francese di 667 abitanti situato nel dipartimento dell'Alta Savoia della regione dell'Alvernia-Rodano-Alpi.

## Società

### Evoluzione demografica
Abitanti censiti